# Leszczyny (Tatras)
Pour les articles homonymes, voir Leszczyny.
Leszczyny est un village de Pologne, situé dans la gmina de Biały Dunajec, dans le Powiat des Tatras, dans la Voïvodie de Petite-Pologne dans le Sud de la Pologne.